# Le Monstre des marais
Série Maneater
Yeti
(8 novembre 2008) La Malédiction de Beaver Mills
(31 janvier 2009)
Pour plus de détails, voir Fiche technique et Distribution.
Le Monstre des marais (Swamp Devil) est un film d'horreur canadien réalisé par David Winning et diffusé le 4 mai 2008 sur [Où ?], puis aux États-Unis le 12 octobre 2008 sur Sci-Fi Channel. Il s'agit du quatorzième film de la collection Maneater series.

## Synopsis
La jeune Melanie Blaine reçoit un coup de téléphone de Jimmy Fuller, un habitant de sa ville natale, Gibbington, lui annonçant que son père est mourant. Se rendant sur place, elle apprend que ce dernier est en fait recherché pour meurtre. Essayant coûte que coûte de le retrouver avant ses ennemis, elle se rend vite compte que le véritable assassin n'a rien d'humain...

## Fiche technique
- Titre : Le Monstre des marais
- Titre original : Swamp Devil
- Réalisation : David Winning
- Scénario : Gary Dauberman et Ethlie Ann Vare, d'après une histoire de Gary Dauberman
- Production : Irene Litinsky, Ric Nish, Michael Prupas, Robert Halmi Jr., Robert Halmi Sr.
- Musique : James Gelfand
- Photographie : Daniel Vincelette
- Montage : Simon Webb
- Décors : Gaudeline Sauriol
- Costumes : Janet Campbell
- Pays d'origine :  Canada
- Compagnie de production : Muse Entertainment Enterprises
- Compagnie de distribution : RHI Entertainment
- Format : Couleurs - 1.77:1 - Dolby Digital - 35 mm
- Genre : Horreur
- Durée : 90 minutes
- Dates de sortie :
  - 17 avril 2008 (Houston Film Festival)
  - 16 mai 2008 (Hawaii International Film Festival)
- interdit aux moins de 12 ans

## Distribution
- Bruce Dern : Howard Blaine
- Cindy Sampson : Melanie Blaine
- Nicolas Wright : Jimmy Fuller
- Robert Higden : Jones
- Allison Graham : Adjointe Jolene Harris
- James Kidnie : shérif Nelson Bois
- Bronwen Mantel (en) : Shelly
- Kwasi Songui (en) : Bigg
- Mari-Pier Gaudet : Lisa Jones
- Jenna Wheeler-Hughes : Jeune fille de rêve
- Marc V. Denis : Howard jeune

## DVD
En France, le film est sorti en DVD le 17 février 2009 chez Aventi au format 1.77:1 panoramique 4/3 en français, sans bonus et sans sous-titres. (ASIN B001S9HR8K)